# NK Dalmatinac Jelsa
NK Dalmatinac je bivši hrvatski nogometni klub iz Jelse na otoku Hvaru. Natječe se u Hvarskoj nogometnoj ligi, u sklopu koje je odigrao sve svoje službene ligaške utakmice.
Osnovan je 3. srpnja 2003. godine. Svoje domaće utakmice igra na igralištu Pelinju u Jelsi.
U prosincu 2009. godine klub je ugašen.

## Rezultati po sezonama
| 2000-te |
| 2009./10. – odustao od natjecanja 2008./09. – 11. (od 12) 2007./08. – 12. (od 12) 2006./07. – 10. (od 12) 2005./06. – 12. (od 12) 2004./05. – 13. (od 13) 2003./04. – ? |

## Vanjske poveznice
- Klupske stranice  Arhivirana inačica izvorne stranice od 14. listopada 2006. (Wayback Machine)